# Елияхова къща
Елияховата къща е възрожденска къща в град Костур, Гърция.
Къщата е разположена в бившата Еврейска махала на кръстовището на улиците „Фармакис“ и „Платон“. Построена е в 90-те години на XX век. Принадлежала е на Яков Елияху.